# إليزابيث أستون
إليزابيث أستون (بالإنجليزية: Elizabeth Aston)‏ هي كاتِبة بريطانية، ولدت في 21 فبراير 1948 في سانتياغو في تشيلي، وتوفيت في 11 يناير 2016 في أكسفورد في المملكة المتحدة.